# Hypnum angusto-textum
Hypnum angusto-textum là một loài Rêu trong họ Hypnaceae. Loài này được Geh. mô tả khoa học đầu tiên năm 1889.